# Єзерул
Єзерул, Солонець — річка в Україні, в межах Сторожинецького району Чернівецької області. Права притока Серетелю (басейн Дунаю). 

## Опис
Довжина 11 км, площа водозбірного басейну 23,4 км². Похил річки 32 м/км. Річка типово гірська — з вузькою і глибокою долиною, кам'янистим дном та численними перекатами. Річище слабозвивисте. 

## Розташування
Єзерул бере початок на південний захід від смт Красноїльська, між залісненими горами Покутсько-Буковинських Карпат. Тече спершу на схід, потім різко повертає на північ, у пригирловій частині тече на північний схід. Впадає до Серетелю на південь від центральної частини Красноїльська. 

## Цікаві факти
- У верхів'ях річки розташований Лунківський заказник.